# 大井沢自然博物館
大井沢自然博物館（おおいさわしぜんはくぶつかん）は、山形県西村山郡西川町にある博物館である。西川町の大井沢地区にある。

## 沿革
- 1951年 - 大井沢小学校、大井沢中学校当時の校長の発案で自然研究が行われる。
- 1953年 - 山形県教育委員会が研究資料の一般公開を計画し、標本を校内に展示。この時に大井沢自然博物館と名付けけられる。
- 1954年 - 山形県から博物館指定を受ける。
- 1970年 - 旧大井沢自然博物館設立。
- 1989年 - 現在の博物館が伝承館とともに落成。

## 施設概要
- 大井沢自然博物館
- 自然と匠の伝承館

## 料金
一般料金
- 大人：200円
- 小中学生：150円
- 小学生未満：無料

団体料金(20名以上)
- 大人：150円
- 小中学生：50円

## 開館時間
- 4月〜11月：9:00～16:30
- 12月〜3月：10:00～16:00

## 休館日
- 月曜日(祝日の場合は翌日休館)
- 年末年始(12月29日〜1月3日)